# Sultania lophotalis
Sultania lophotalis är en fjärilsart som beskrevs av George Francis Hampson 1900. Sultania lophotalis ingår i släktet Sultania och familjen mott. Inga underarter finns listade i Catalogue of Life.